# Kageler Mühle

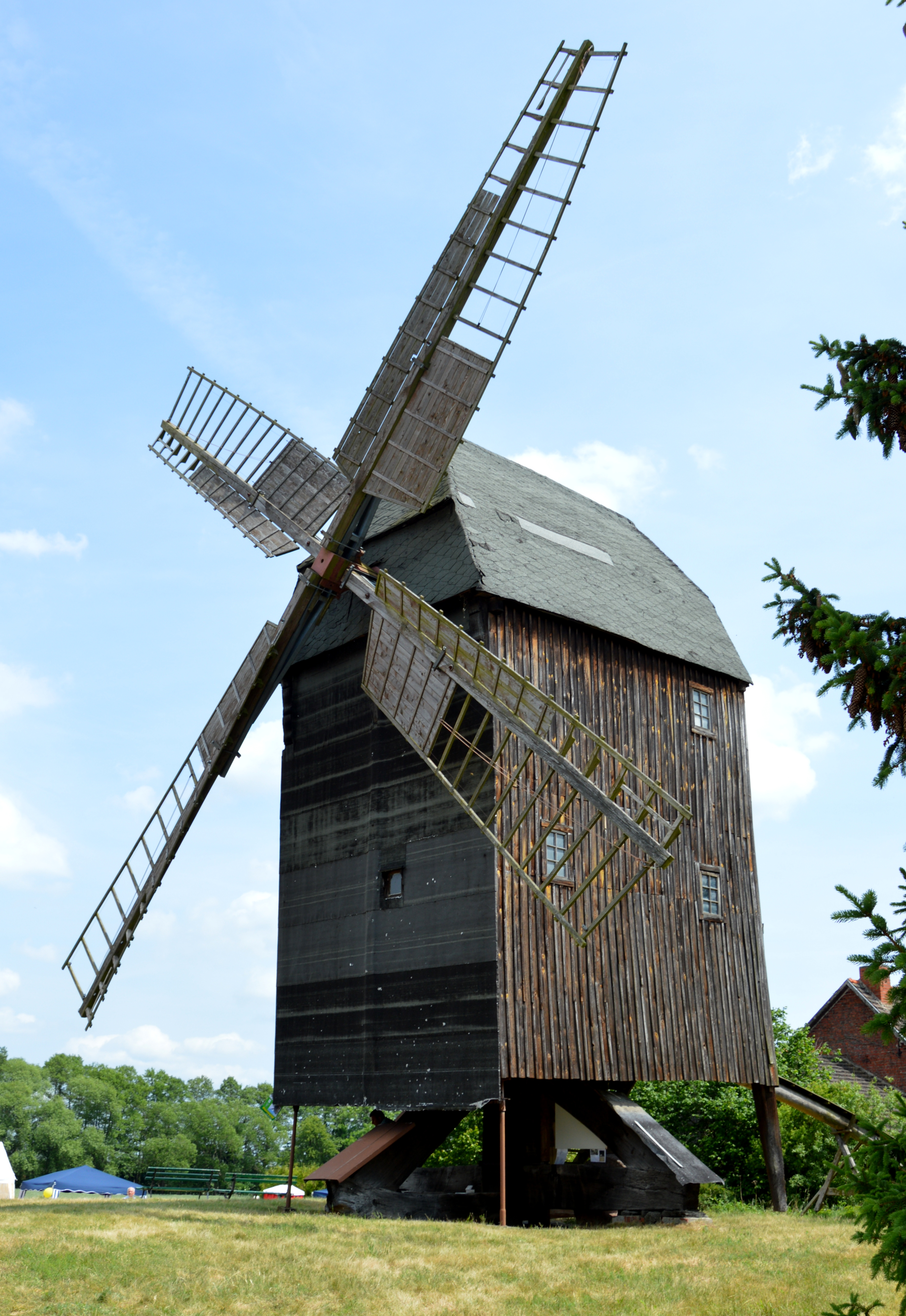
Kageler Mühle, 2017

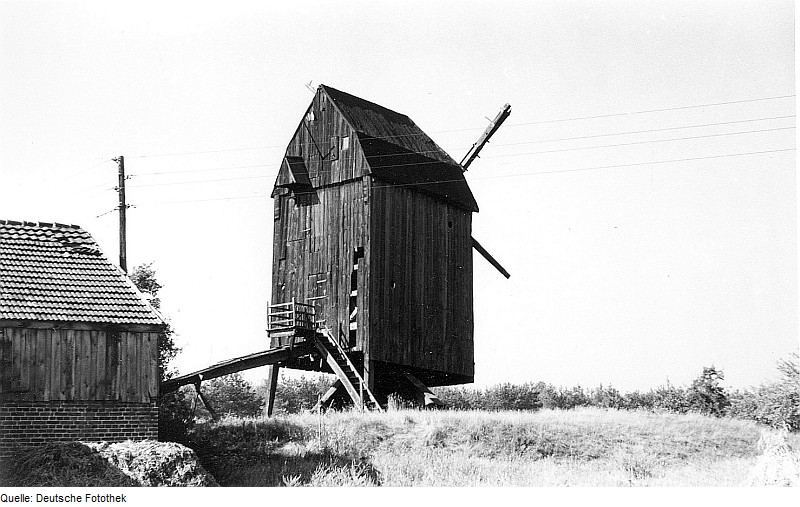
Kageler Mühle, 1973

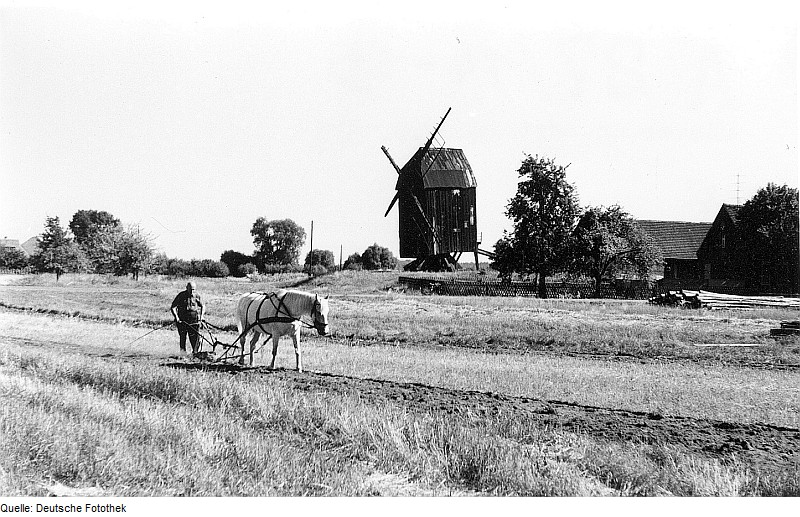
Standortsituation im Jahr 1973

Die Kageler Mühle ist eine denkmalgeschützte Windmühle im zur Stadt Genthin in Sachsen-Anhalt gehörenden Ortsteil Mützel.

## Lage
Sie befindet sich am südlichen Ortsrand Mützels, an der Adresse An der Mühle 2 auf der Nordseite der Straße. Ursprünglich stand sie, abgesehen von einem benachbarten Gehöft, auf freiem Feld. Anfang des 21. Jahrhunderts rückte Einfamilienhausbebauung bis an die Mühle heran.

## Architektur und Geschichte
Die Bockwindmühle stand ursprünglich im Dorf Scharteucke, wurde dann jedoch im Jahr 1815 an ihren heutigen Standort umgesetzt. Die Mühle wurde ab 1957 elektrisch betrieben. Ab den 1980er Jahren wurden nach und nach Arbeiten zur Instandsetzung der historischen Mühle vorgenommen. Die windgängige Mühle verfügt über ein mit Türenzeug versehenes Flügelkreuz. Ursprünglich bestanden Jalousienflügel. Auch die Mühlentechnik ist noch vollständig erhalten. So bestehen Mahlgang, Schrotgang und ein 30 mal 60 Zentimeter Walzenstuhl der Berliner Firma Kapler. Außerdem ist die Reinigung mit Schälmaschine und Blaumehlzylinder sowie ein Zentrifugalsichter vorhanden. Darüber hinaus gibt es auch die typischen Hilfseinrichtungen wie Elevatoren, Transmissionen, Aufzug und Elektromotor.
Im Denkmalverzeichnis für die Stadt Genthin ist die Windmühle unter der Erfassungsnummer 094 76535 als Baudenkmal eingetragen. Am 15. August 1973 besucht der Mühlenforscher Günter Rapp die Mühle.